# Florian Freistetter
Florian Freistetter (Krems an der Donau, 28 de julho de 1977) é um astrônomo austríaco.

## Formação e carreira
Freistetter estudou astronomia de 1995 a 2000 na Universidade de Viena. Em seguida obteve um doutorado em astronomia em 2004 ab, com um tese sobre a probabilidade de colisão de asteroides próximos à terra com planetas do sistema solar. Freistetter esteve em diversos institutos universitários: no Instituto de Astronomia da Universidade de Viena, no Instituto de Astrofísica da Universidade de Jena e no Astronomisches Rechen-Institut (ARI) da Universidade de Heidelberg. Juntamente com Ruth Grützbauch, publica o podcast de astronomia "Das Universum" (em português:  O Universo). Reside desde 2020 em Baden, Baixa Áustria.

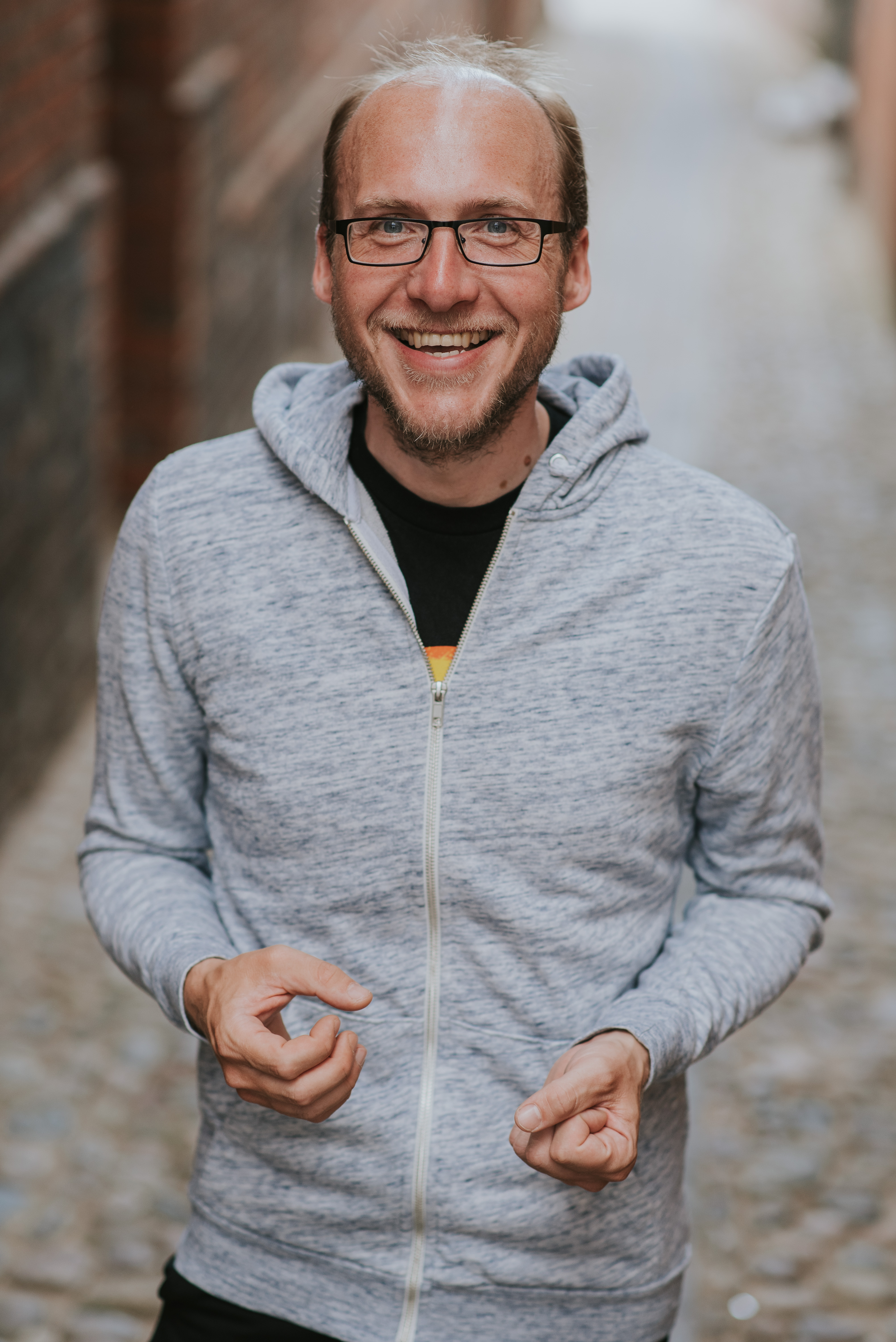
Florian Freistetter (2018)

## Prêmios e reconhecimentos
- Prêmio IQ 2012[3]

## Obras
- Eine Geschichte des Universums in 100 Sternen, Carl Hanser Verlag, München 2019, ISBN 978-3-446-26399-4.
- Hawking in der Nussschale: Der Kosmos des großen Physikers, Hanser, München 2018, ISBN 978-3446262454
- Warum landen Asteroiden immer in Kratern? 33 Spitzenantworten auf die 33 wichtigsten Fragen der Menschheit, gemeinsam mit Martin Puntigam und Helmut Jungwirth, Hanser, München 2017, ISBN 978-3-446-25727-6
- Newton - Wie ein Arschloch das Universum neu erfand, Hanser, München 2017, ISBN 978-3-446-25460-2.
- Asteroid Now, Warum die Zukunft der Menschheit in den Sternen liegt, Hanser, München 2015, ISBN 978-3-446-44309-9.
- Rosetta - Rendezvous im All, Hanser, München 2014, ISBN 978-3-446-24805-2.
- Der Astronomieverführer: Wie das Weltall unseren Alltag bestimmt (Neuausgabe von "Der Komet im Cocktailglas"), Rowohlt, Hamburg 2014, ISBN 978-3499623660.
- Die Neuentdeckung des Himmels: Auf der Suche nach Leben im Universum, Hanser, München 2014, ISBN 978-3-446-43878-1.
- Der Komet im Cocktailglas: Wie Astronomie unseren Alltag bestimmt, Hanser, München 2013, ISBN 978-3-446-43505-6.
- 2012 Keine Panik, JMB, Hannover 2012, ISBN 978-3-940970-38-1.
- Krawumm!: Ein Plädoyer für den Weltuntergang, Ecowin, Salzburg 2012, ISBN 978-3-7110-0025-5.